# Karl Gustav von Sandrart
Karl Gustav von Sandrart (* 9. Juni 1817 in Stettin; † 27. Januar 1898 in Hannover) war ein preußischer General der Infanterie.

## Leben

### Herkunft
Karl Gustav war der Sohn des preußischen Generals der Kavallerie Wilhelm von Sandrart (1773–1859) und dessen Ehefrau Auguste, geborene Meister (1792–1858).

### Militärkarriere
Sandrart besuchte in seiner Heimatstadt das Marienstiftsgymnasium und trat dort am 15. November 1833 als Freiwilliger beim 2. Infanterie-Regiment in die Preußische Armee ein. Am 23. November 1835 folgte seine Beförderung zum Sekondeleutnant und als solcher wurde Sandrart zur weiteren Ausbildung vom 8. Oktober 1839 bis 31. Juli 1842 an die Allgemeine Kriegsschule kommandiert. Er nahm 1848 am Straßenkampf in Berlin teil, später am Schleswig-Holsteinischen Krieg. Dort war er an den Gefechten bei Bau, Schleswig, Kolding und Fredericia beteiligt. Während der Kämpfe bei Hadersleben erlitt er einen Schuss in den Oberschenkel und wurde mit dem Roten Adlerorden IV. Klasse mit Schwertern ausgezeichnet. 1852 wurde er zum Hauptmann befördert und bald darauf als Vermessungsdirigent in den Großen Generalstab versetzt. 1856 folgte die Beförderung zum Major.
Auslandserfahrungen sammelte Sandrart 1859/60 in Marokko, wo er zum Stab des spanischen Generals O’Donnell kommandiert wurde und die Schlacht bei Samsa und Vad Râs sowie das Gefecht bei Tetuan erlebte. Dafür erhielt er den San-Fernando-Orden.
1863 wurde er zum Oberst befördert, 1864 zum Kommandeur des 2. Pommerschen Infanterie-Regiments Nr. 9 ernannt, mit dem er 1866 im Deutschen Krieg an den Schlachten bei Gitschin und Königgrätz teilnahm. Ausgezeichnet mit dem Kronenorden III. Klasse mit Schwertern wurde er nach Kriegsende am 30. Oktober 1866 unter Stellung à la suite von seinem Posten abgelöst und mit der Führung der 23. Infanterie-Brigade beauftragt. Mit seiner Beförderung zum Generalmajor folgte am 31. Dezember 1866 auch seine Ernennung zum Brigadekommandeur.
Mit Beginn des Deutsch-Französischen Kriegs wurde er am 18. Juli 1870 mit der Führung der 9. Division beauftragt, mit der er unter anderem an der Schlacht bei Wörth, der Schlacht von Sedan und der Schlacht am Mont Valérien teilnahm. In dieser Funktion erwarb er sich die Anerkennung seines Kommandierenden Generals, Hugo von Kirchbach, und des preußischen Kronprinzen Friedrich. Für seine Leistungen beantragte der Kronprinz mit Bericht vom 3. Februar 1871 an Wilhelm I. für Sandrart den Orden Pour le Mérite. Im Bericht heißt es:
… wenn ich an diesen Vorschlag die ebenmäßige Bitte knüpfe, nachfolgenden Offizieren … 2. dem Generalmajor und Kommandeur der 9. Infanteriedivision Karl von Sandrart … den Orden p.l.m. Allergnädigst zu verleihen … so glaube ich, damit nur einen Akt gerechter Anerkennung dem braven V. Korps gegenüber zu erfüllen, das an den bisherigen glorreichen Erfolgen des Feldzuges einen so erfolgreichen Antheil genommen hat … vom Tage von Weißenburg an bis zur Schlacht von Mont Valerien am 19. vorigen Monats … Das verdankt es … seinen Kommandierenden Generalen …
Durch Allerhöchste Kabinettsorder vom 15. Februar 1871 an das Oberkommando der III. Armee verlieh der König Sandrart die höchste preußische Tapferkeitsauszeichnung.
Nach dem Krieg wurde Sandrart am 20. März 1871 Kommandeur der 30. Division, die im neuen Reichsland Elsaß-Lothringen aufgestellt wurde. Kurz darauf erhielt er am 18. August 1871 seine Beförderung zum Generalleutnant. Er gab das Kommando ab 10. Oktober 1873 ab und übernahm anschließend die 10. Division. In dieser Stellung erhielt er im Januar 1875 anlässlich des Ordensfestes den Roten Adlerorden I. Klasse mit Eichenlaub und Schwertern am Ringe sowie am 18. September 1875 Kreuz und Stern der Komture des Königlichen Hausordens von Hohenzollern. Obwohl zur Übernahme eines Armee-Korps vorgesehen, hatte Wilhelm I. Bedenken ihm diesen Posten zu übergeben, da Sandrart 1879 einen Schlaganfall erlitten hatte. Der König versetzte ihn daher am 13. Januar 1880 zu den Offizieren von der Armee und gewährte ihm einen Urlaub von sechs Monaten zur Wiederherstellung seiner Gesundheit. Da sich seine Gesundheitszustand jedoch nicht besserte, wurde Sandrart am 15. Juli 1880 mit dem Charakter als General der Infanterie und der gesetzlichen Pension zur Disposition gestellt.
Er verstarb 1898 in Hannover und wurde in Koblenz an der Seite seiner Frau beigesetzt.

### Familie
Sandrart verheiratete sich am 7. November 1861 in Koblenz mit Blanka von Hirschfeld (1828–1897). Sie war die Tochter des Generals der Infanterie Moritz von Hirschfeld. Aus der Ehe gingen drei Töchter hervor:
- Waltraut (* 1862) ⚭ 5. Januar 1888 in Hannover Eugen von Hirschfeld (1849–1921), preußischer Generalmajor
- Viola (* 1864) ⚭ 17. September 1885 Adolf von Kritter (1855–1899), preußischer Major, Sohn des preußischen Generalleutnants Adolf von Kritter
- Maria Blanka (1865–1873)

### Auszeichnungen
- Russischer Orden der Heiligen Anna II. Klasse am 24. September 1865
- Eisernes Kreuz (1870) am 18. Oktober 1870
- Ritter des Militär-Max-Joseph-Ordens am 14. November 1870
- Lippische Militär-Verdienstmedaille am 26. Februar 1871